# Calliostoma marionae
Calliostoma marionae är en snäckart som beskrevs av Dall 1906. Calliostoma marionae ingår i släktet Calliostoma och familjen Calliostomatidae. Inga underarter finns listade i Catalogue of Life.